# ميراندا أيم
ميراندا أيم (بالإنجليزية: Miranda Ayim)‏ مواليد 6 مايو 1988 في تشاتام كينت، هي لاعبة كرة سلة كندية. بدأت مسيرتها الاحترافية في سنة 2011. يبلغ طولها 6 قدم 3 بوصة (1.9 م). مثلت منتخب بلادها. شاركت في دورة الألعاب الأولمبية الصيفية سنة 2012. حققت المركز الأول في دورة الألعاب الأمريكية 2015.

## سجل المنافسة
شاركت في المنافسات التالية:
- الألعاب الأولمبية الصيفية 2012
- الألعاب الأولمبية الصيفية 2016
- كأس العالم لكرة السلة للسيدات 2014

## الميداليات
| الميدالية | المسابقة                             |
| --------- | ------------------------------------ |
| فضية      | بطولة أمم الأمريكتين لكرة السلة 2013 |
| ذهبية     | دورة الألعاب الأمريكية 2015          |

## روابط خارجية
- ميراندا أيم على موقع الاتحاد الدولي لكرة السلة (الإنجليزية)
- ميراندا أيم على موقع الاتحاد الوطني لكرة السلة النسائية (الإنجليزية)
- ميراندا أيم على موقع كرة السلة الأوروبية.كوم (الإنجليزية)
- ميراندا أيم على موقع كلية كرة السلة في سبورتس رفرنس.كوم (الإنجليزية)
- ميراندا أيم على موقع بروبوليرز (الإنجليزية)
- ميراندا أيم على موقع سبورتس رفرنس (الإنجليزية)
- ميراندا أيم على موقع سبورتس رفرنس (الإنجليزية)
- ميراندا أيم على موقع اللجنة الأولمبية الدولية (الإنجليزية)
- ميراندا أيم على موقع أوليمبيديا (الإنجليزية)
- ميراندا أيم على موقع اللجنة الأولمبية الكندية (الإنجليزية)